# Detroit Red Wings

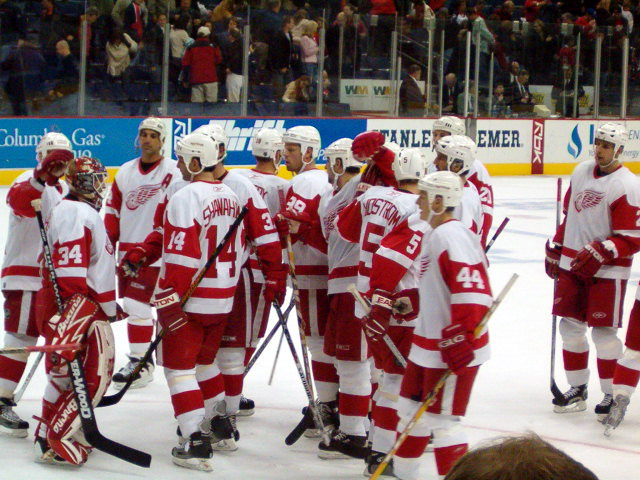
De Detroit Red Wings

De Detroit Red Wings is een professioneel ijshockeyteam uit Detroit, Michigan in de Verenigde Staten en komen uit in de National Hockey League. De franchise is actief sinds 1926 en is een van de Original Six. De Red Wings spelen sinds 2017 in de Little Caesars Arena.

## Geschiedenis

### Het begin
In 1926 ging de Western Canadian Hockey League op de fles, waarna de spelers van die teams ergens anders hun geld moesten verdienen. De National Hockey League kocht de rechten van de spelers van een van de meest succesvolle teams, de Victoria Cougars, en liet ze voortaan onder contract staan in Detroit, voor de Detroit Cougars. Ze konden pas een jaar later ook in Detroit spelen, aangezien het nieuwe stadion nog niet af was. Dit was ook het eerste jaar voor Jack Adams, het gezicht van Detroit tot 1963. Het team presteerde echter niet goed in de eerste twee jaar en in 1930 werd de naam veranderd in de Detroit Falcons. De prestaties veranderden niet en het team naderde het einde van de geldkas. Twee jaar na de invoering van de Falcons, fuseerde het team met de Chicago Shamrocks tot de huidige Detroit Red Wings.
In 1934 werd voor het eerst de Stanley Cupfinale gehaald die werd verloren van de Chicago Blackhawks. Twee jaar later werd de finale weer gehaald, maar nu werd de Stanley Cup wel gewonnen, evenals het jaar daarna. In 1936 werden de Toronto Maple Leafs opzij gezet en een jaar later de New York Rangers. De Red Wings kregen echter een dip en eindigde het seizoen daarna als laatste. Ze kropen uit de put en wonnen voor de derde keer de Stanley Cup in 1943. In 1946 speelde Gordie Howe zijn eerste wedstrijd, samen met Ted Lindsay en Sid Abel vormde hij de Production Line, misschien wel het beste aanvallende trio in de geschiedenis van het ijshockey. Deze linie stond aan de basis van het gouden tijdperk van de Red Wings: de Stanley Cup werd gewonnen in 1950, '52, '54 en '55. Tussen 1945 en 1966 werd bovendien nog acht keer de finale bereikt en debuteerde Terry Sawchuk voor de Wings.

### Van de "Dead Wings" naar topclub

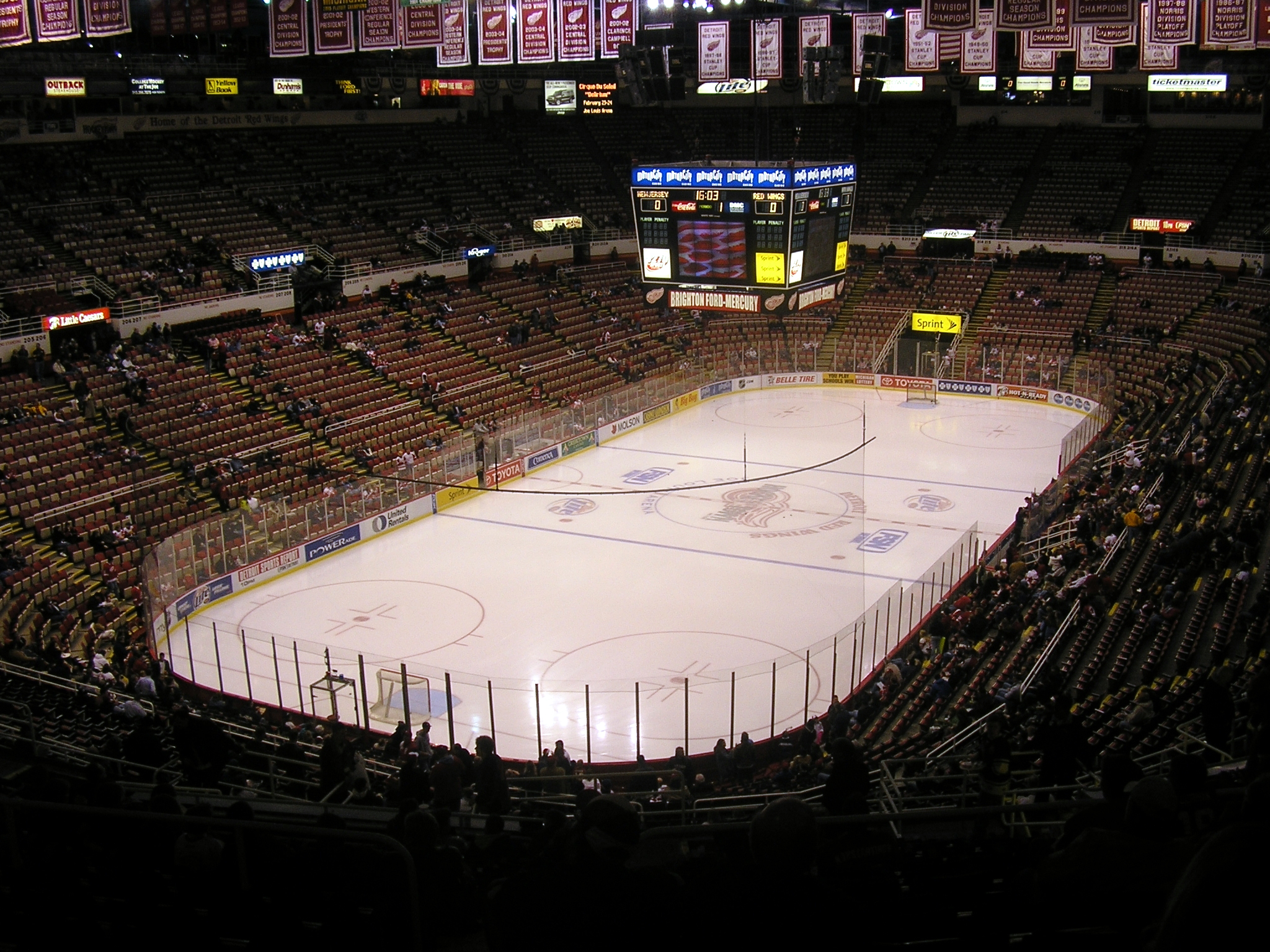
Joe Louis Arena

In 1967 werd de NHL uitgebreid met zes teams en leidde dus het einde in voor de alleenheerschappij van de Original Six. Ook ging het licht uit in Detroit, de Red Wings werden bekend als de "Dead Wings". Gordie Howe stopte met hockey in 1970, hoewel hij later nog voor de Hartford Whalers in de World Hockey Association zou spelen met zijn twee zonen. Het verlies van Howe had impact op het team, tussen 1967 en 1982 werden de play-offs maar twee keer gehaald, waarvan er maar één ronde overleefd werd.
In 1980 verhuisden de Red Wings naar een toen nieuw stadion, de Joe Louis Arena. Mede dankzij dit nieuwe stadion klommen de Wings uit de put, maar vooral omdat Steve Yzerman in 1983 werd gedraft. Yzerman zou tot zijn pensioen in 2006 in Detroit blijven en was van 1986 tot 2006 aanvoerder. Yzerman leidde het team weer richting de play-offs, in '87 en '88 werden zelfs weer de halve finales gehaald, voor het eerst sinds de uitbreiding in 1967. Begin jaren 90 versterkten Nicklas Lidström en Sergej Fjodorov het team en in 1995 werd de Stanley Cupfinale bereikt om die weer te verliezen met 4-0 van de New Jersey Devils. Het jaar daarna werd in de Conferencefinale verloren van de latere kampioen Colorado in het eerste seizoen van de Avalanche.
In 1996 werd Brendan Shanahan gehaald, wat succes had. Het team won nu namelijk van rivaal Colorado in de Conferencefinale, de Stanley Cupfinale werd simpel met 4-0 gewonnen van de Philadelphia Flyers. Het was de eerste Stanley Cup overwinning sinds 1955. Het jaar daarna werd de Stanley Cup weer gewonnen met dezelfde cijfers, maar nu was de Washington Capitals de tegenstander. In dezelfde zomer werd Chris Chelios gehaald, waardoor de Red Wings favoriet waren om voor de derde keer op een rij de Stanley Cup te winnen. In de play-offs van 1999 werd er echter verloren van, alweer, de Colorado Avalanche, evenals het volgende jaar. Zo ontstond er een grote rivaliteit tussen de Avs en de Wings, de twee beste teams van de jaren 90. Iedere wedstrijd tussen deze twee teams is een strijd zonder veel vriendelijkheden.

### 21e eeuw
De nieuwe eeuw begon flitsend in Detroit, goalie Dominik Hašek werd gehaald door middel van een ruil met de Sabres, en Luc Robitaille en Brett Hull kwamen transfervrij. Bovendien werd het grote Russische talent Pavel Datsjoek gehaald en de Red Wings werden topfavoriet voor de Stanley Cup. De fans werden niet teleurgesteld, in 2002 wonnen de Red Wings hun tiende en voorlopig laatste Cup. Later werden wel nog supersterren Kris Draper, Robert Lang en Derian Hatcher gehaald, maar tot grote successen leidde het niet. Fedorov, Hull en Chelios verlieten het team, maar de meeste sterren bleven de Wings trouw. In 2005 werd het salarisplafond verlaagd, waardoor Detroit flink moest snijden in de contracten, waardoor Hatcher het team moest verlaten en bovendien nam Yzerman pensioen.
Op 21 november 2005 kreeg Detroit-verdediger Jiri Fischer een hartaanval op de bank en moest gereanimeerd worden. De wedstrijd tegen de Nashville Predators werd gestaakt, voor het eerst in de NHL werd een wedstrijd gestaakt vanwege een "blessure", en later in zijn geheel over gespeeld. Aan de hand van zeven Zweedse spelers werd in 2006 de Presidents' Trophy gewonnen, maar in de play-offs werden ze al in de eerste ronde uitgeschakeld door de Edmonton Oilers, die door zouden stomen en pas in de zevende wedstrijd de Stanley Cup zag gaan naar de Carolina Hurricanes.
In 2017 speelden de Red Wings hun laatste match in hun Joe Louis Arena. Het seizoen 2017/18 werd aangevat in de nieuwe Little Caesars Arena.

## Octopus
Tijdens de play-offwedstrijden van de Detroit Red Wings worden dikwijls vanuit het publiek inktvissen op het ijs gegooid, in de hoop dat dit geluk brengt. De traditie stamt uit 1952, tijdens een wedstrijd van de Red Wings in de play-offs werd toen een octopus op het ijs gegooid, aangezien het dier in kwestie acht tentakels heeft en in 1952 waren er acht overwinningen nodig om de Stanley Cup te winnen. Tijdens de een wedstrijd in 1995 werden in totaal 36 inktvissen over de boarding gegooid, waaronder een octopus van meer dan 15 kilo. De mascotte van de Red Wings heet Al (Al the octopus) en is een paarse inktvis. In de huidige play-offs zijn zestien wedstrijden nodig om de Stanley Cup te winnen, waardoor er twee nagemaakte, grote inktvissen aan het plafond hangen.
Verschillende teams hebben deze legende overgenomen, zo werden in Florida in 1996 plastic ratten op het ijs gegooid, aangezien Scott Mellanby in de kleedkamer een rat had gedood met zijn hockeystick. In Nashville zijn katvissen soms de dupe en in Edmonton is een legende in aanmaak: in de 2006 Stanley Cupfinale werden Alberta hammen op het ijs gegooid. Vaak worden deze vormen van support verboden door de beleidsbepalers, wat soms tot moeilijkheden leidt met het publiek in het algemeen en de gooier in kwestie in het bijzonder.

## Prijzen

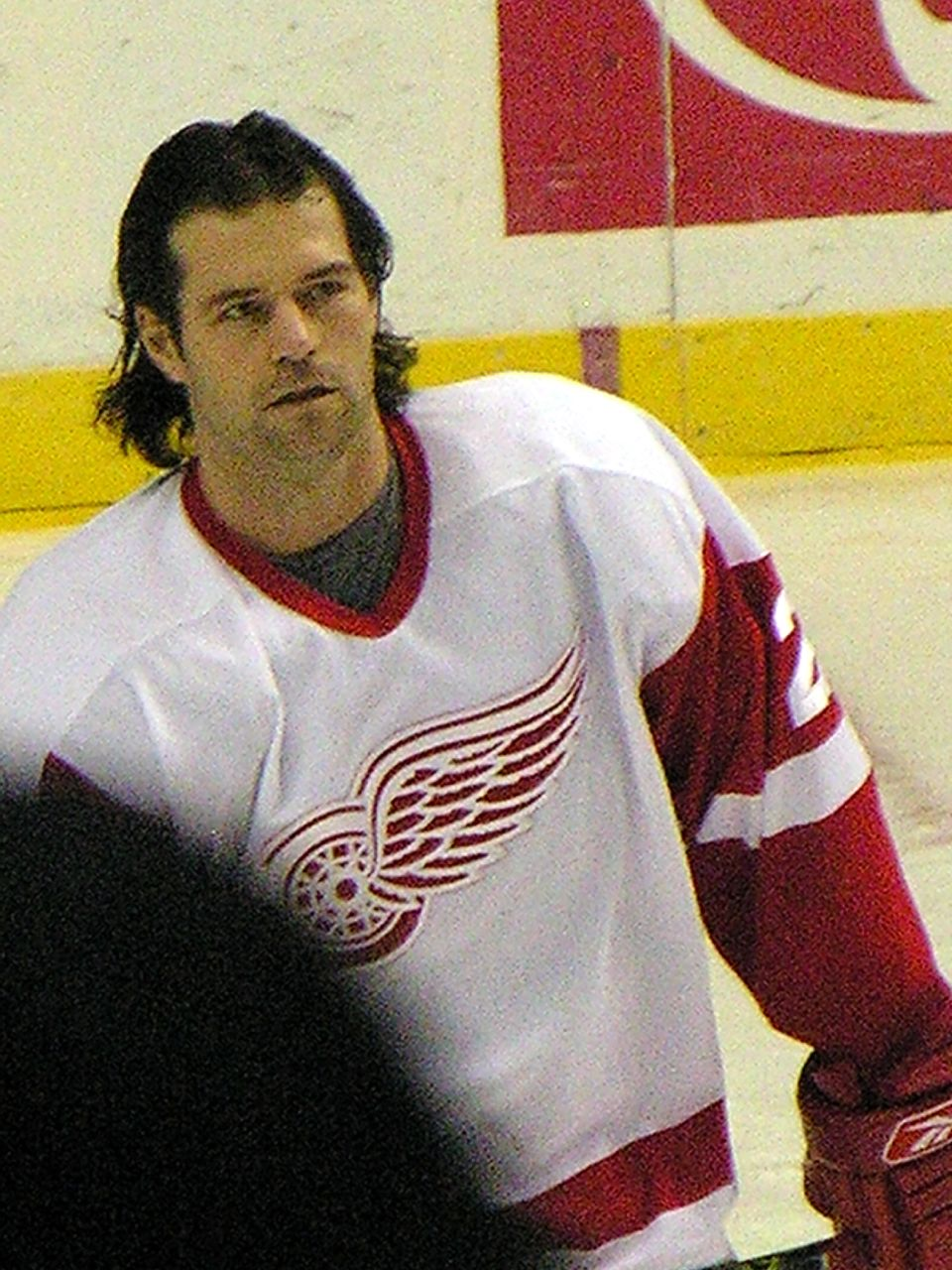
Robert Lang

- Stanley Cup (11) - 1936, 1937, 1943, 1950, 1952, 1954, 1955, 1997, 1998, 2002 en 2008
- Presidents' Trophy (5) - 1995, 1996, 2002, 2004 en 2006
- Clarence S. Campbell Bowl (5) - 1995, 1997, 1998, 2002 en 2008
- Prince of Wales Trophy (12) - 1935, 1936, 1937, 1943, 1950, 1951, 1952, 1953, 1954, 1955, 1957 en 1965

## Play-off optreden
- 2016 - Eerste ronde (Tampa Bay Lightning)
- 2015 - Eerste ronde (Tampa Bay Lightning)
- 2014 - Eerste ronde (Boston Bruins)
- 2013 - Tweede ronde (Chicago Blackhawks)
- 2012 - Eerste ronde (Nashville Predators)
- 2011 - Tweede ronde (San Jose Sharks)
- 2010 - Tweede ronde (San Jose Sharks)
- 2009 - Finale (Pittsburgh Penguins)
- 2008 - Winnaar (Pittsburgh Penguins)
- 2007 - Derde ronde (Anaheim Ducks)
- 2006 - Eerste ronde (Edmonton Oilers)
- 2004 - Tweede ronde (Calgary Flames)
- 2003 - Eerste ronde (Mighty Ducks of Anaheim)
- 2002 - Winnaar (Carolina Hurricanes)
- 2001 - Eerste ronde (Los Angeles Kings)
- 2000 - Tweede ronde (Colorado Avalanche)
- 1999 - Tweede ronde (Colorado Avalanche)
- 1998 - Winnaar (Washington Capitals)
- 1997 - Winnaar (Philadelphia Flyers)
- 1996 - Derde ronde (Colorado Avalanche)
- 1995 - Finale (New Jersey Devils)

## Spelers

### Bekende spelers
De noemenswaardige spelers van Detroit worden verdeeld in verschillende categorieën.

#### Tot 1980

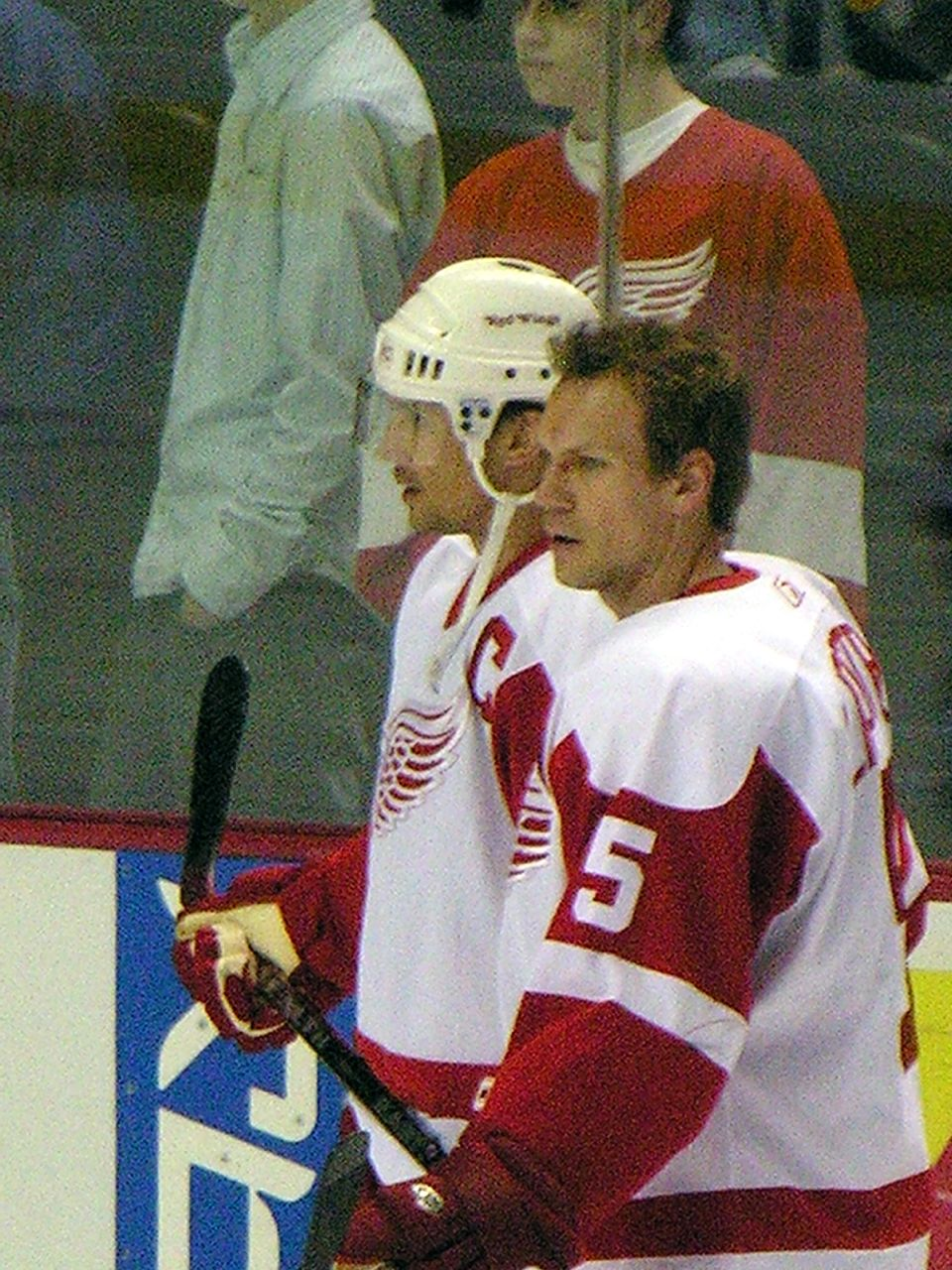
Steve Yzerman (links) en Nicklas Lidström

- Gordie Howe
- Jack Adams
- Terry Sawchuk
- Sid Abel
- Ted Lindsay

#### Tot 2000
- Steve Yzerman
- Nicklas Lidström
- Brendan Shanahan
- Sergej Fjodorov
- Chris Chelios
- Kris Draper

#### Vanaf 2000
- Dominik Hašek
- Robert Lang
- Brett Hull
- Pavel Datsjoek
- Derian Hatcher
- Henrik Zetterberg

### Huidig team
Bijgewerkt tot 7 mei 2023  
| #  | Naam              | Nationaliteit    | Pos. |
| -- | ----------------- | ---------------- | ---- |
| 52 | Jonatan Berggren  | Zweden           | RW   |
| 48 | Alex Chiasson     | Canada           | RW   |
| 18 | Andrew Copp       | Verenigde Staten | C    |
| 21 | Austin Czarnik    | Verenigde Staten | C    |
| 73 | Adam Erne         | Verenigde Staten | LW   |
| 14 | Robby Fabbri      | Canada           | C    |
| 92 | Marco Kasper      | Oostenrijk       | C    |
| 81 | Dominik Kubalik   | Tsjechië         | LW   |
| 71 | Dylan Larkin (C)  | Verenigde Staten | C    |
| 22 | Matt Luff         | Canada           | RW   |
| 56 | Danny O'Regan     | Duitsland        | C    |
| 57 | David Perron      | Canada           | LW   |
| 27 | Michael Rasmussen | Canada           | C    |
| 23 | Lucas Raymond     | Zweden           | LW   |
| 24 | Pius Suter        | Zwitserland      | C    |
| 90 | Joe Veleno        | Canada           | C    |
| 11 | Filip Zadina      | Tsjechië         | RW   |
| 8  | Ben Chiarot       | Canada           | D    |
| 3  | Simon Edvinsson   | Zweden           | D    |
| 38 | Robert Hagg       | Zweden           | D    |
| 28 | Gustav Lindstrom  | Zweden           | D    |
| 2  | Olli Maatta       | Finland          | D    |
| 82 | Jordan Oesterle   | Verenigde Staten | D    |
| 53 | Moritz Seider     | Duitsland        | D    |
| 96 | Jake Walman       | Canada           | D    |
| 45 | Magnus Hellberg   | Zweden           | GK   |
| 35 | Ville Husso       | Finland          | GK   |

### Teruggetrokken nummers
- 1 - Terry Sawchuk (1949-55, 1957-64 en 1968-69)
- 5 - Nicklas Lidström (1991-2012)[1]
- 6 - Larry Aurie (1933-1937, officieus teruggetrokken)
- 7 - Ted Lindsay (1944-57 en 1964-65)
- 9 - Gordie Howe (1946-71)
- 10 - Alex Delvecchio (1950-73)
- 12 - Sid Abel (1938-52)
- 16 - Vladimir Konstantinov (1991-97, officieus teruggetrokken)
- 19 - Steve Yzerman (1983-2006)
- 99 - Wayne Gretzky (verboden te dragen in de gehele NHL)

Eastern Conference
Western Conference